# شهرداری تویسرکان
شهرداری تویسرکان (اداره و سازمان دولتی) در استان همدان، شهرستان تویسرکان و خیابان قدس واقع شده است

## معرفی و تاریخچه شهرداری تویسرکان
با بررسی وشواهد و اسنادی که به‌دست آمده است می‌توان گفت یقیناً بلدیه تویسرکان حداقل پیش از سال ۱۳۱۰ هجری شمسی دارای سابقه تأسیس و خدمت به همشهریان بوده است که ابلاغیه شماره ۲۶۷۱ مورخ ۱۳۱۰/۴/۱ وزارت داخله (وزارت کشور) مبنی بر انتصاب اسفندیارخان هرمزی به سمت نویسنده و محاسب بلدیه تویسرکان که معادل مسئول امور مالی فعلی است، معتبرترین سند موجود در این رابطه است.
بلدیه دیروز و شهرداری امروز تقریباً در مرکز شهر با ساختمانی دو طبقه در خیابان انقلاب واقع گردیده و در حال حاضر با درجه ۸ شهرداری‌ها و داشتن ۱۱۰ نفر پرسنل افتخار دارد با تمام تلاش و توان خود موجبات آسایش شهروندان گرامی و آبادانی و عمران هر چه بیشتر تویسرکان که به بهشت غرب ایران شهره گردیده فراهم نماید.

## فهرست شهرداران[۴]
| ردیف | نام و نام خانوادگی شهرداران تویسرکان | مدت خدمت در شهرداری تویسرکان |
| ۱    | علی امیر معزی                        | ۱۳۴۱–۱۳۴۴                    |
| ۲    | نصرت اله فرهی                        | ۱۳۴۴–۱۳۵۱                    |
| ۳    | محمدحسین امجدی                       | ۱۳۵۱ (سه ماه)                |
| ۴    | طهمورث شریفی                         | ۱۳۵۱–۱۳۵۳                    |
| ۵    | اسداله صمدی                          | ۱۳۵۳–۱۳۵۴                    |
| ۶    | عباس نجفی                            | ۱۳۵۴–۱۳۵۵                    |
| ۷    | مهدی قاسمیان                         | ۱۳۵۵–۱۳۵۶                    |
| ۸    | رضا معتمدی                           | ۱۳۵۶–۱۳۵۷                    |
| ۹    | حسین رشیدی                           | ۱۳۵۷–۱۳۵۸                    |
| ۱۰   | محسن عربی                            | ۱۳۵۸–۱۳۶۰                    |
| ۱۱   | محمد بهنام جو                        | ۱۳۶۰–۱۳۶۲                    |
| ۱۲   | اسداله بیات                          | ۱۳۶۲–۱۳۶۷                    |
| ۱۳   | علی مردان روح بخش                    | ۱۳۶۷–۱۳۶۸                    |
| ۱۴   | رضامراد روستایی                      | ۱۳۶۸–۱۳۷۱                    |
| ۱۵   | ابراهیم امیریانی                     | ۱۳۷۱–۱۳۷۲                    |
| ۱۶   | غلامرضا عسگری                        | ۱۳۷۲–۱۳۷۵                    |
| ۱۷   | سید سعید شاهرخی                      | ۱۳۷۵–۱۳۷۶                    |
| ۱۸   | جمشید سعادتمند                       | ۱۳۷۶–۱۳۷۹                    |
| ۱۹   | محمد حسین کهزادی                     | ۱۳۷۹–۱۳۸۰                    |
| ۲۰   | قدرت اله حجتی                        | ۱۳۸۰–۱۳۸۲                    |
| ۲۱   | مجید درویشی                          | ۱۳۸۲–۱۳۸۶                    |
| ۲۲   | عزیزاله مالمیر                       | ۱۳۸۶–۱۳۹۲                    |
| ۲۳   | کاظم گمار                            | ۱۳۹۸_۱۳۹۲                    |
| ۲۴   | محمد حسین پور                        | ۱۴۰۰ تاکنون                  |